# Вербункош
Вербункош (венг. verbunkos) — жанр венгерской танцевальной музыки, появившийся во второй половине XVIII века, а также стиль венгерской инструментальной музыки конца XVIII — начала XIX века. В основу вербункоша лёг мужской танец «вербунк», а также возникший из него «чардаш». Типичный образец вербункоша — «Ракоци-марш».

## История жанра
Название танца «вербунк», лёгшего в основу жанра, является искажением немецкого слова werben (вербовка). Связано это с тем, что танец исполняли на пунктах вербовки и на проводах в армию.
Наиболее знаменитыми исполнителями и композиторaми в жанре «вербункош» признаются скрипачи Янош Бихари, Янош Лавотта и Антал Чермак.
Несмотря на то, что мелодика вербункоша имеет очевидные корни в венгерском музыкальном фольклоре, этот жанр зачастую ассоциируют с цыганской музыкой. Это во многом связано с тем, что вербункош в исполнении цыганских музыкантов (в соответствующем характерном стиле) был исторически особенно популярен; в нём активно используется т.н. цыганский звукоряд.
Музыкальная стилистика вербункоша используется в «Цыганском трио» Йозефа Гайдна и в ряде произведений Белы Бартока.